# Колани, Тимоте
Тимоте́ Колани́ (фр. Timothée Colani; устаревший неправильный вариант — Тимофей Колани; 1824—1888) — французский либеральный богослов-реформат.

## Биография
В 1864—1870 годах профессор в Страсбурге. Он был лидером либералов во время генерального синода собрания французских реформатов в Париже в 1872 году. В период 1850—1869 годов Колани издавал в Страсбурге «Revue de théologie»; написал: «Jésus Christ et les croyances messianiques de son temps» (1864).